# کمال‌الدین شهرزوری
کمال‌الدین شهرزوری(۱۰۹۸-۱۱۷۶م) (نسب: محمد بن عبدالله بن قاسم بن مظفّر) فقیه اصولی، قاضی، سفیر و ادیب عربی در سدهٔ ششم هجری بود.

## زندگی
در ۱۰۹۸م/ ۴۶۲ق در موصل زاده شد.نزد أسعد مِهینی فقه، نورالهدی ابی‌طالب زینبی و محمد ابن خمیس موصلی حدیث آموخت. به قضاوت موصل رسید. اتابکِ موصل عمادالدین زنگی او را در بازه‌های گوناگون به عنوان سفیر به بغداد و خراسان می‌فرستاد.در سال ۵۵۰ق به شام رفت و نزد نورالدین محمود خدمت گذارد و به قضاوتِ کل شام رسید. کمی بعد به وزارت رسید و «هیچ‌چیزی در دولت بیرون از دیدگاه او نبود».